# Lijst van burgemeesters van De Lier

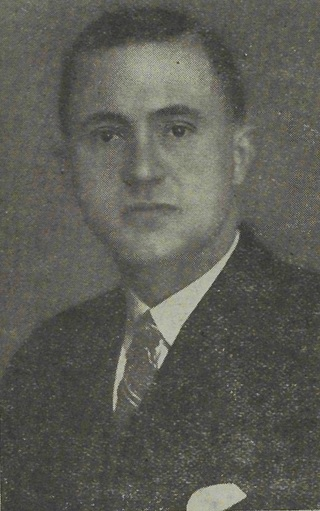
Cornelis Jan van der Hoeven in ca. 1935, burgemeester van 1935 - 1943 en in 1945.

Dit is een lijst van burgemeesters van de voormalige Nederlandse gemeente De Lier tot die gemeente per 1 januari 2004 is opgegaan in de gemeente Westland.
| Ambtsperiode | Naam burgemeester                           | Partij of stroming | Bijzonderheden                                                                                |
| ------------ | ------------------------------------------- | ------------------ | --------------------------------------------------------------------------------------------- |
| 18?? - 1852  | J. Disselkoen                               |                    |                                                                                               |
| 1852 - 1856  | Jacob Adriaan van der Goes (1808-1881)      |                    | opnieuw 1862 - 1881 burgemeester van De Lier en tevens 1851 - 1881 burgemeester van Naaldwijk |
| 1856 - 1857  | J.J. Delruël                                |                    |                                                                                               |
| 1857 - 1858  | Jacob Zaneveld                              |                    |                                                                                               |
| 1858 - 1862  | Johan Juriaan Kranenburg                    |                    |                                                                                               |
| 1862 - 1881  | Jacob Adriaan van der Goes                  |                    |                                                                                               |
| 1881 - 1889  | jhr. mr. Willem Theodoor Cornelis van Doorn | Liberale Unie      |                                                                                               |
| 1889 - 1919  | H.C.Th. Cramer                              |                    |                                                                                               |
| 1919 - 1935  | J.H. Crezée                                 | ARP                |                                                                                               |
| 1935 - 1943  | C.J. van der Hoeven                         | ARP                |                                                                                               |
| 1943 - 1945  | P.A. Burgersdijk                            | NSB                |                                                                                               |
| 1945         | C.J. van der Hoeven                         | ARP                |                                                                                               |
| 1946 - 1961  | F. Nieborg                                  |                    |                                                                                               |
| 1961 - 1968  | Gerrit (G.) van Hofwegen                    | ARP                |                                                                                               |
| 1968 - 1973  | P.B. Bouman                                 | ARP                |                                                                                               |
| 1974 - 1979  | Martien (M.) Paats                          | ARP                |                                                                                               |
| 1980 - 1993  | Jacob (J.) van Bochoven                     | CHU / CDA          |                                                                                               |
| 1993 - 2004  | Huub (H.A.) van der Meer                    | CDA                |                                                                                               |